# Kallavesi
Kallavesi – jezioro polodowcowe w Finlandii, w północnej części Pojezierza Fińskiego, na wysokości 81,8 m n.p.m., głębokość do 75 m; powierzchnia wynosi 478,10 km² (10. miejsce w kraju). Leży na terenie gmin Siilinjärvi, Leppävirta, Kuopio i należy do zlewni rzeki Vuoksi. Wraz z jeziorami Suvasvesi, Juurusvesi – Akonvesi, Riistavesi, Varisvesi i Iso-Jälä wchodzi w skład kompleksu Iso-Kalla o łącznej powierzchni 906,9 km². Bardzo urozmaicona linia brzegowa; liczne wyspy; na jednym z półwyspów – miasto Kuopio.